# Rothenhof (Kulmain)
Rothenhof ist eine Einöde im oberpfälzischen Landkreis Tirschenreuth.

## Geografie
Rothenhof liegt am westlichen Fuß des Armesberges im Südwesten des Fichtelgebirges. Der Weiler ist ein Gemeindeteil der Gemeinde Kulmain und liegt zweieinhalb Kilometer östlich von deren Gemeindesitz.

## Geschichte
Das bayerische Urkataster zeigte Rothenhof in den 1810er Jahren als einzelstehendes Gehöft, das am südlichen Rand eines kleinen Waldgebietes lag. Seit dem bayerischen Gemeindeedikt von 1818 hatte Rothenhof zur Ruralgemeinde Zinst gehört, deren Verwaltungssitz sich im Dorf Zinst befand. Die Gemeinde Zinst wurde 1972 im Zuge der Gebietsreform in Bayern aufgelöst und in die Gemeinde Kulmain eingegliedert.
| Jahr          | 001900 | 001925 | 001950 | 001961 | 001970 | 001987 |
| Einwohnerzahl | 7      | 10     | 14     | 14     | 7      | 3      |